# Міттельстрімміг
Міттельстрімміг (нім. Mittelstrimmig) — громада в Німеччині, розташована в землі Рейнланд-Пфальц. Входить до складу району Кохем-Целль. Складова частина об'єднання громад Цель.
Площа — 11,47 км2. Населення становить 408 ос. (станом на 31 грудня 2020).